# Sucre (Yaracuy)
Sucre é um município da Venezuela localizado no estado de Yaracuy.
A capital do município é a cidade de Guama.